# Danica Elbl
Danica Elbl, slovenska pesnica, kulturna ustvarjalka in lokalna turistična vodička, * 23. april 1966, Benedikt, Slovenija.

## Življenje
Danica Elbl se je rodila 23. aprila 1966 kot edini otrok Alojza in Pavle Verbanič. Po petih mesecih ji je umrla mati. Starševsko vlogo sta prevzela Silva in Hendrih Špindler. Osnovno šolo je končala v Benediktu. Živi in ustvarja na svojem domu v Benediktu.

## Delo
Pisati je začela že v otroštvu, vendar so se njene pesmi iz tega obdobja izgubile. Prvo pesniško zbirko – Moje pesmi, moj zaklad - je izdala leta 1997, drugo – Življenje moje – mojega dela sad pa leta 2008. Ta pesniška zbirka je nastala iz ustvarjalnega opusa, ki se je nabral od izdaje prve zbirke. Avtorica ustvarja ob različnih priložnostih, življenjskih dogodkih, ob opazovanju ljudi in okolice ter svojega življenja.

## Pesniški zbirki
- Moje pesmi, moj zaklad (1997) (za odrasle) (COBISS)
- Življenje moje – mojega dela sad (2008) (za otroke) (COBISS)